# Saad el-Katatni
Mohamed Saad Tawfik el-Katatni (en arabe : محمد سعد توفيق الكتاتني), né le 3 avril 1952, est un homme d'État égyptien, président de l'Assemblée du peuple. Il a été élu pour ce poste durant la première session de l'Assemblée le 23 janvier 2012.
Al-Katatni est diplômé de l'université Al-Minya en 1974, et docteur en microbiologie en 1984.
Membre des Frères musulmans, il rejoint le Parti Liberté et Justice, nouvellement créé, le 30 avril 2011.
Le 20 septembre 2012, sur décision de la Cour constitutionnelle suprême, l'Assemblée du peuple est dissoute et il quitte son poste.
Le 4 juillet 2013, au lendemain du coup d'État du 3 juillet 2013 en Égypte qui renverse le président Mohamed Morsi, membre de son parti, il est arrêté avec ce dernier.